# 伯利兹
貝里斯（英語：Belize），又稱伯利茲，香港舊譯百利士。前身为英属洪都拉斯，是中美洲东海岸的一个独立国家。伯利兹北部与墨西哥接壤，南部和西部与瓜地马拉接壤，东部濒临加勒比海。該國领土长约290公里（180英里）、宽约110公里（68英里），是中美洲唯一没有太平洋海岸线的國家。
伯利兹的面积为22,800平方公里（8,800平方英里），人口約40萬，是人口數量與密度最低的中美洲国家。该国人口增长率每年为1.76％（2022年），人口增长率為该地区第二高，也是西半球人口增长率最高的国家之一。
伯利兹拥有由多种文化和语言组成的多元化的社会，这反映了其丰富的历史。英语是伯利兹的官方语言，而克里奥尔语也是伯利兹的通用语言。超过一半的人口能够掌握多种语言。
伯利兹被认为是中美洲国家和加勒比海沿岸国家，是加勒比共同体（CARICOM）、拉丁美洲和加勒比国家共同体（CELAC）以及中美洲一体化体系（SICA）的成员。伯利兹是一个英联邦王國国家，英國國王查尔斯三世兼任其君主和国家元首。
伯利兹以其九月庆典、广泛的礁石珊瑚礁和蓬塔音乐而闻名。

## 國名
英語名稱為，西班牙語名稱為。貝里斯舊稱「英属洪都拉斯」（British Honduras），1973年後改稱今名。國名名稱已不可考，有一說法指出貝里斯此名稱來自於西班牙語發音，近年來有一說法指出此名稱來自瑪雅語「bel Itza」，指「進入伊察的路」。

## 歷史
1502年，哥倫布曾沿貝里斯海岸行駛，可是他不曾登陸貝里斯。
1511年，首批登陸貝里斯的歐洲人是西班牙船員，但大多數人隨即被當地的馬雅人捉去當祭品或奴隸。其中一名犯人贡萨洛·格雷罗後來和切图马尔的領導人纳参坎（Nachankan）的女兒結婚，過瑪雅式的生活。他們有三個孩子，成為早期的麥士蒂索人。

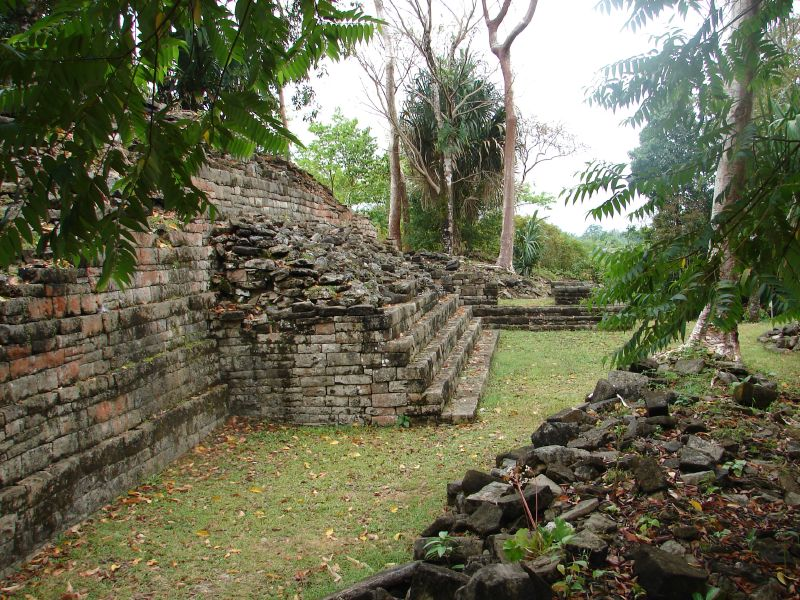
馬雅遺跡

1638年，開始有歐洲人居住，但1670年代前都沒有居住超過一年的記錄。這些人大規模伐木，因為某些木材（如墨水樹、巴西紅木）可運往歐洲作染料。1700年代早期，大葉桃花心木成為备受欢迎的輸出品。這段期間亦有不少海盜出沒此地，有西班牙人定居，也有些零星的印第安人攻擊。
當時西班牙帝國容許英國人在當地伐木但不許他們建立殖民地。1798年，英西開戰，駐尤卡坦的西班牙官員派32艘船搶奪當地。9月3日至9月10日，貝里斯海岸戰爭不斷，直到西班牙放棄當地。這就是「Battle of St. George's Caye」。9月10日是貝里斯的國定假日，以紀念「Battle of St. George's Caye」。
18世紀末，英國首次派官員駐留當地。1840年，英國正式將貝里斯視為殖民地。1862年劃入皇家殖民地，稱為「英属洪都拉斯」。
根據英属洪都拉斯1904年人口普查，當時主要城市的人口是：
- 貝里斯城：9969
- 斯坦克里克镇（Stann Creek Town）：2459
- 科罗萨尔：1696
- 奥兰治沃克：1244
- 蓬塔戈尔达：706
- 圣伊格纳西卡育（San Ignacio Cayo）：421
- 猴河镇（Monkey River Town）：384
- 马林斯里弗：243

1964年1月，採用議會制度的完全自治政府成立。1973年6月，這個地區的正式名字從「英属洪都拉斯」改為「貝里斯」。

## 地理
伯利茲位于中美洲東部沿海，西北與墨西哥相鄰，西南與危地馬拉接壤，東瀕洪都拉斯灣。海岸綫長約320公里，沿海有伯利兹堡礁，是世上第三大珊瑚礁，著名的大藍洞即位於該處。礁上則是多個島嶼，並組成多個澙湖。

鳥瞰大藍洞

境内多山地、沼澤和熱帶叢林。地形大致可分爲南、北兩部分：南部地形為山地以瑪雅山脈為主體，山脈為西南-東北走向，其支脈科克斯科姆山的Doyle's Delight海拔1124公尺，為全國最高峰；北部和沿海地區地勢低平，平均海拔不到61公尺，其中大部分是沼澤。莫潘河和伯利茲河為主要河流。南部屬熱帶雨林氣候，其余大部属于热带草原气候，全年分爲干、湿兩季，3－5月為干季、6－11月湿季。年平均氣溫攝氏17－25度，年降水量北部約1350毫米、南部則高達4575毫米。森林覆蓋率佔全國面積70%以上。夏秋兩季常有颶風侵襲。1961年的颶風哈蒂便幾近將貝里斯市夷為平地，迫使當局卒於1970年遷都貝爾墨潘。

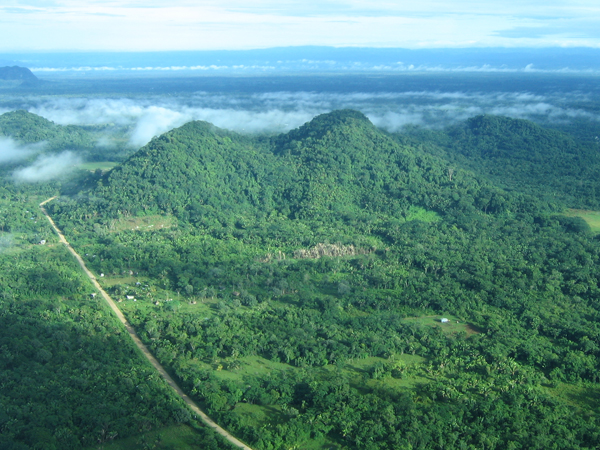
托萊多區

## 政治
貝里斯採行議會民主制，為大英國協之成員。
政府結構採用英國西敏制，司法體系以英格蘭普通法為範本，貝里斯和哥斯大黎加是唯二政治局勢和治安都較為穩定的中美洲國家。
伯利兹议会現時有兩大政黨：中間偏左的人民统一党（People's United Party）和中間偏右的统一民主党（United Democratic Party）。

## 行政區劃
伯利兹分为6个区，首都位於卡優區。
| # | 區域                     | 首府                        | 地图 |
| - | ------------------------ | --------------------------- | ---- |
| 1 | 伯利兹区 Belize          | 伯利兹市 Belize City        |      |
| 2 | 卡约区 Cayo              | 圣伊格纳西奥 San Ignacio    |      |
| 3 | 科罗萨尔区 Corozal       | 科罗萨尔镇 Corozal Town     |      |
| 4 | 奥兰治沃克区 Orange Walk | 奥兰治沃克 Orange Walk Town |      |
| 5 | 斯坦克里克区 Stann Creek | 丹格里加 Dangriga           |      |
| 6 | 托莱多区 Toledo          | 蓬塔戈尔达 Punta Gorda      |      |

## 外交
截至2019年7月，伯利兹已与94个国家建交。
伯利兹是中华民国现有的12个邦交国之一，此外该国也同阿拉伯撒哈拉民主共和国（西撒哈拉）和科索沃共和国建立邦谊。

### 與危地马拉關係
因危地马拉認為與當時伯利兹殖民母國英國在1859年簽訂的艾西內那－威克（Aycinena-Wyke）條約無效，因此危地马拉宣称貝里斯是其领土的一部分，1981年貝里斯独立时，危地马拉宣布不予承认，直到1991年9月6日危地马拉承認貝里斯为主权国家，并在同日正式建交，但兩國的邊界問題尚未解決。
2003年10月，兩國在美洲國家組織總部就同年2月簽署之「過渡程序及信心機制」協議之相關措施執行情形舉行檢討會議，積極尋求以和平之方式解決爭端。2018年4月15日，危地马拉舉行公投，貝里斯政府亦於2019年5月8日舉行對應公投，公投結果兩國多數民意均同意把領土爭議送交國際法院（ICJ）審議，待國際法院裁決。

### 與中华民国關係
貝里斯獨立前，中華民國已與瓜地馬拉建立外交關係。
1981年貝里斯獨立之後，一位具有中国血统的貝里斯商人伍永泉與貝里斯人民联合党的支持者，开始透过赛义德·穆萨游说当时的貝里斯总理，与中華民國建立关系。
1984年5月，当时的中華民國驻危地马拉的大使陸以正来到貝里斯，会见了伍永泉和蒲萊士總理，以讨论雙方建立关系的可能性，也得到蒲萊士總理同意，但陸以正大使返危地馬拉後，當時因瓜地馬拉主張貝里斯屬於危地马拉國土，因此中華民國與貝里斯建交案遭到當時危地马拉副總統鲁道夫·罗伯斯·萨莫拉反對，且在危地馬拉內閣會議中主張，如中華民國承認貝里斯，危地马拉就與中華民國斷交，陸以正大使急電中華民國政府，強調不能因小失大，又加上蒲萊士總理所屬人民聯合黨在當年國會大選落敗，由在野黨聯合民主黨執政，中華民國政府只好把建交案暫時擱置。
1989年9月蒲萊士重任總理，任命賽義德·穆沙擔任外交部長，雙方重新接觸，並在1989年10月13日正式建交。

### 與中华人民共和国關係
1987年2月6日，中华人民共和国与伯利兹建交。
1989年10月11日，因伯利兹改与中华民国建交，中华人民共和国与之終止外交关系。

## 經濟
貝里斯經濟在傳統上以林業為主，近年來更依靠農業收入，特別是糖、柑桔類水果、可可、稻米、菸草、香蕉、牛肉。漁業也頗為重要。工業有造船、食品加工、紡織、家具、電池和捲菸。
根據美國中央情報局所出版的世界概況，貝里斯有中美洲最高的失業率（9.4%）。貧窮線以下的人口比例為33.5%。
1999年的GDP成長率為6.4%，而2000年為10.5%。然而成長率於2001年降低至3%，此肇因於全球經濟趨緩以及劇烈的颶風造成的農業、漁業與旅遊業損失。
短期關鍵目標仍舊是依靠國際援助以減少貧窮比例。

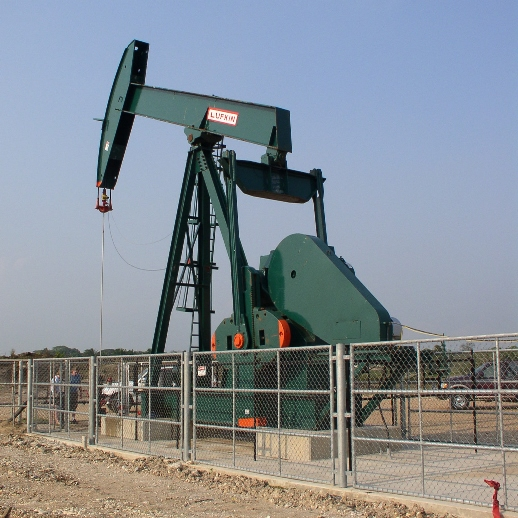
油田
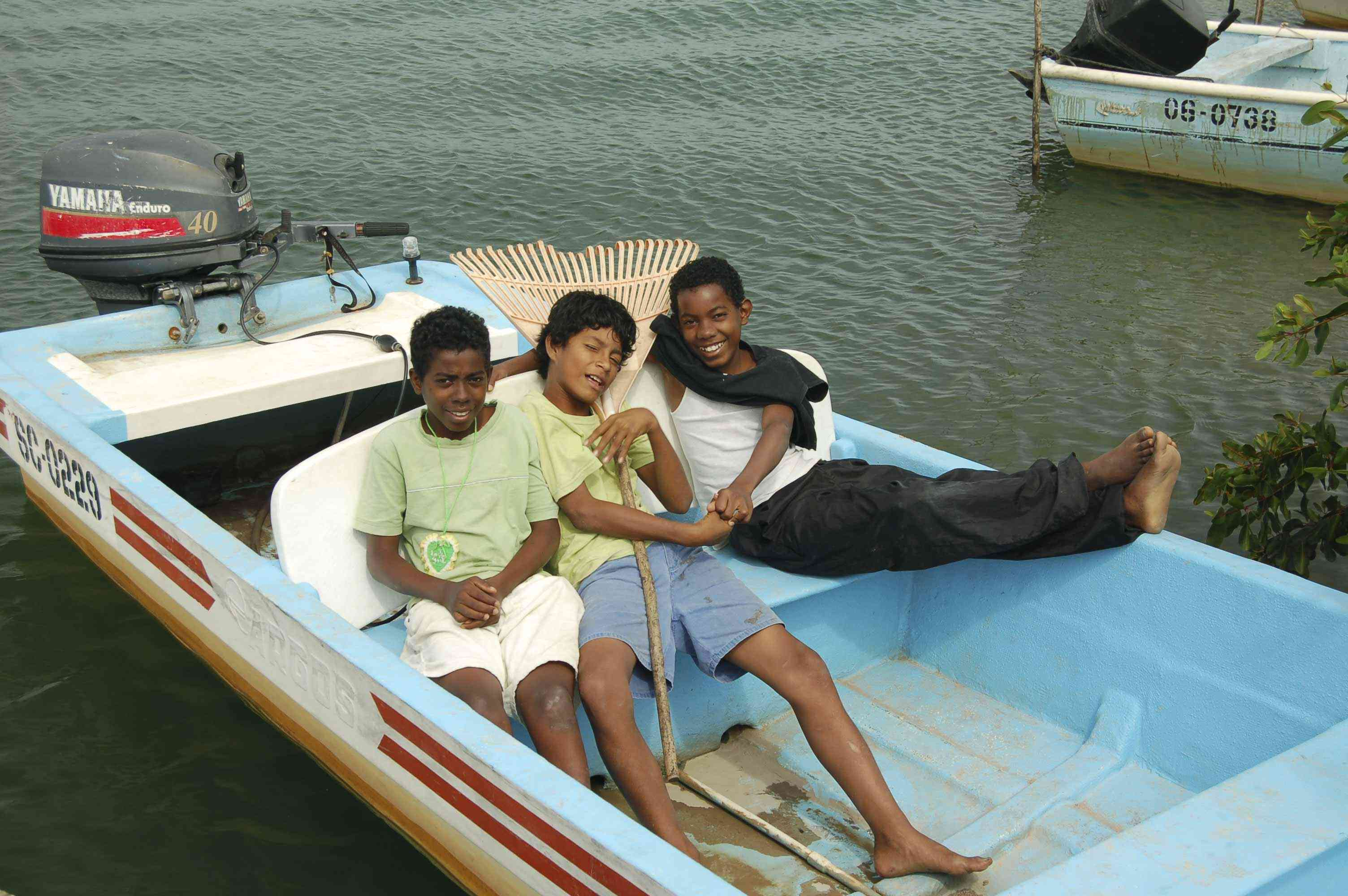
濱海區的漁民
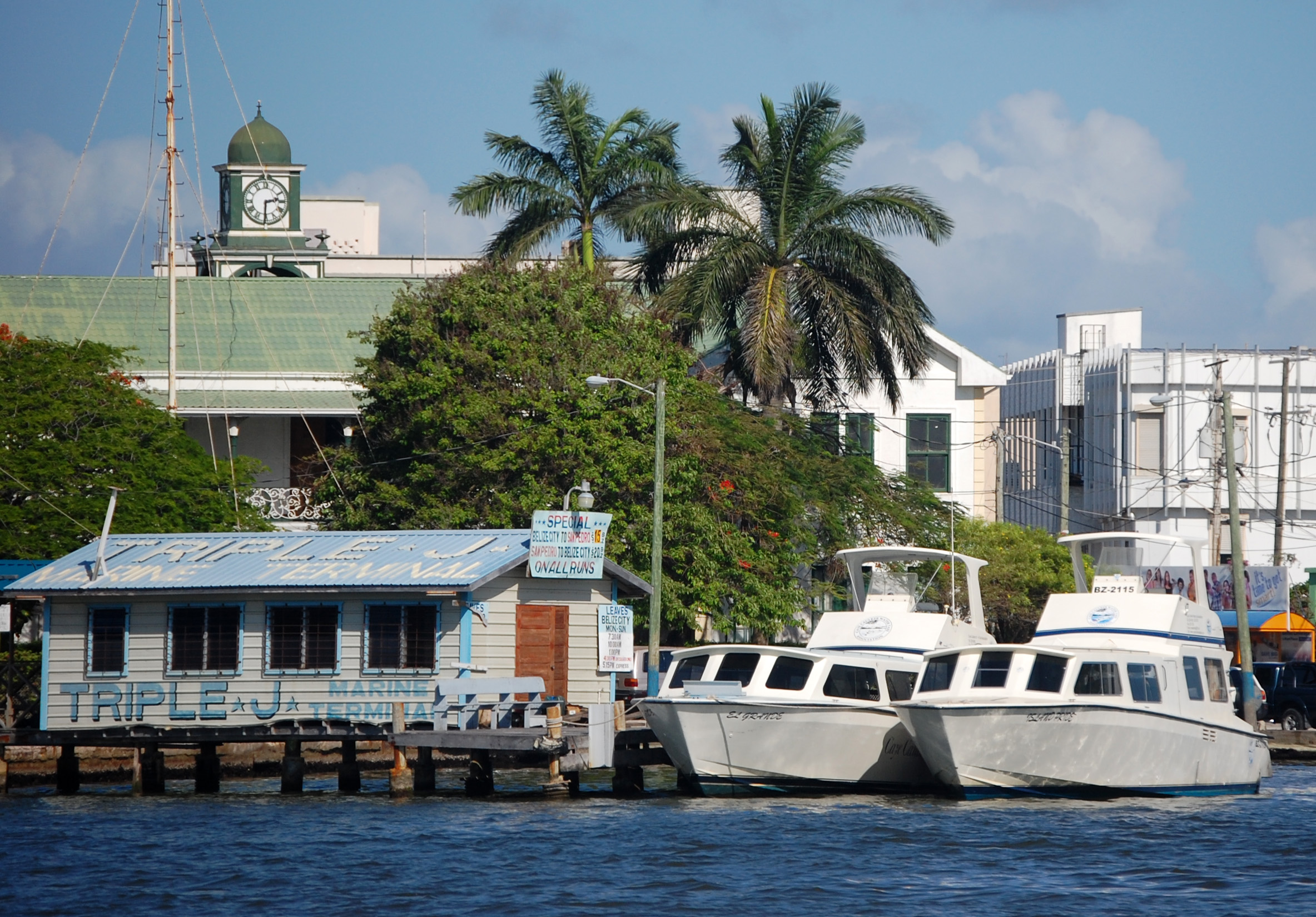
伯利兹城
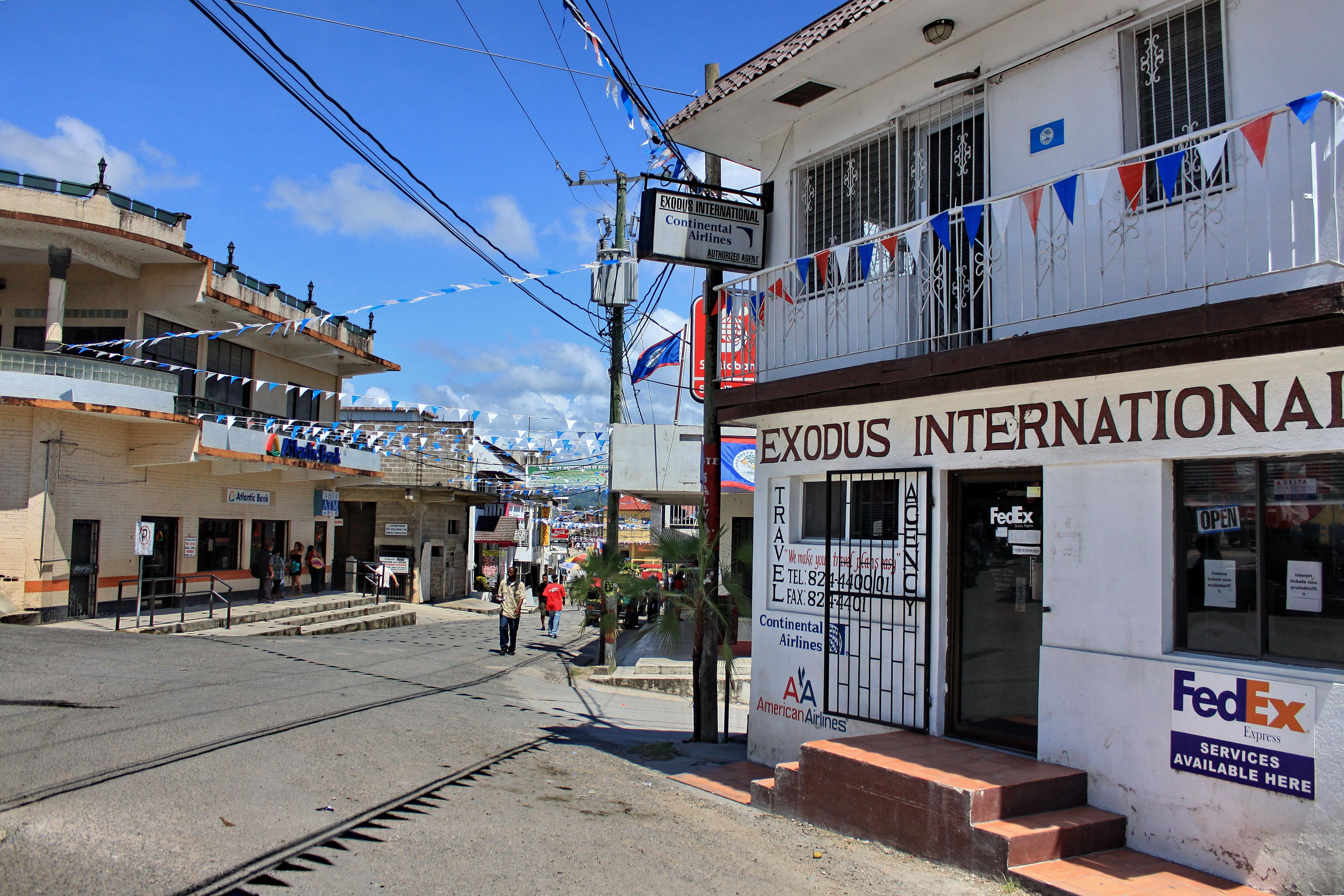
聖伊格納西奧
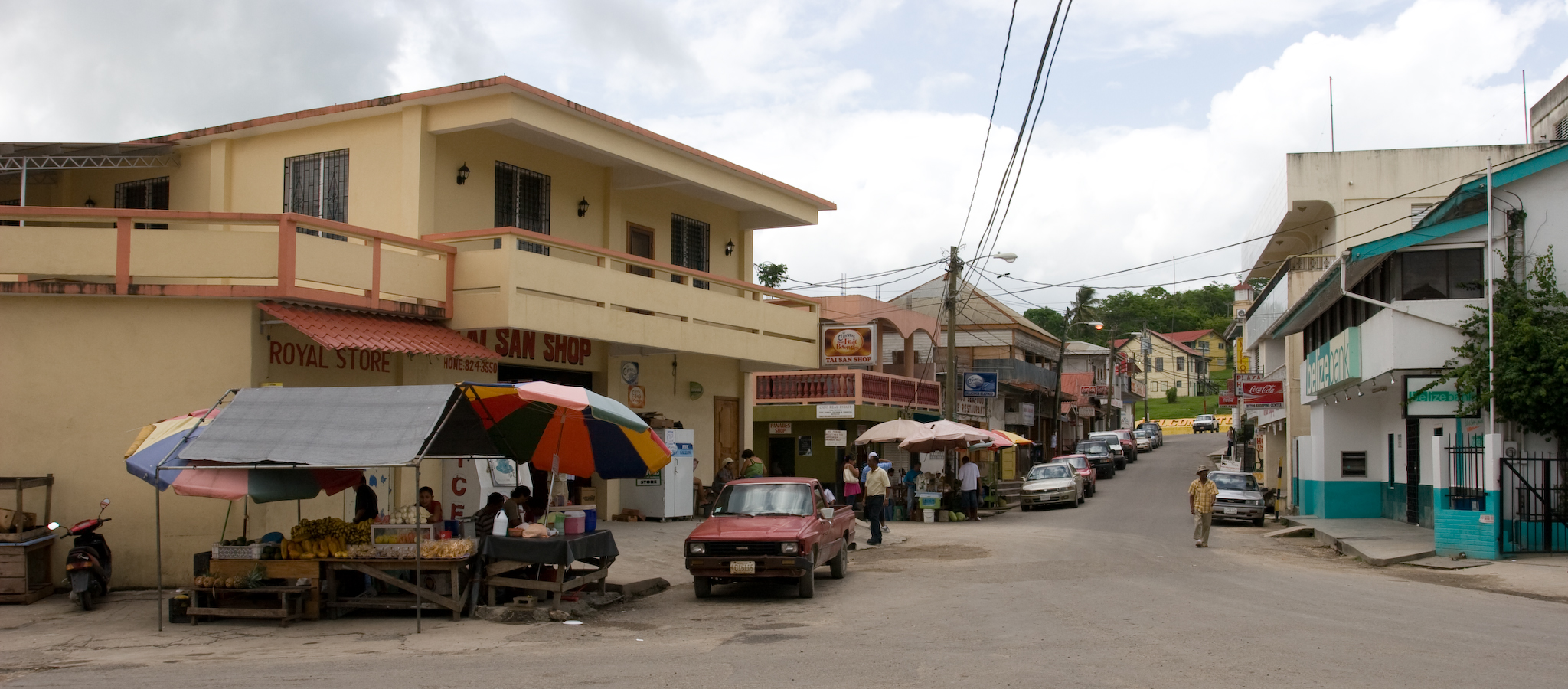
商業區
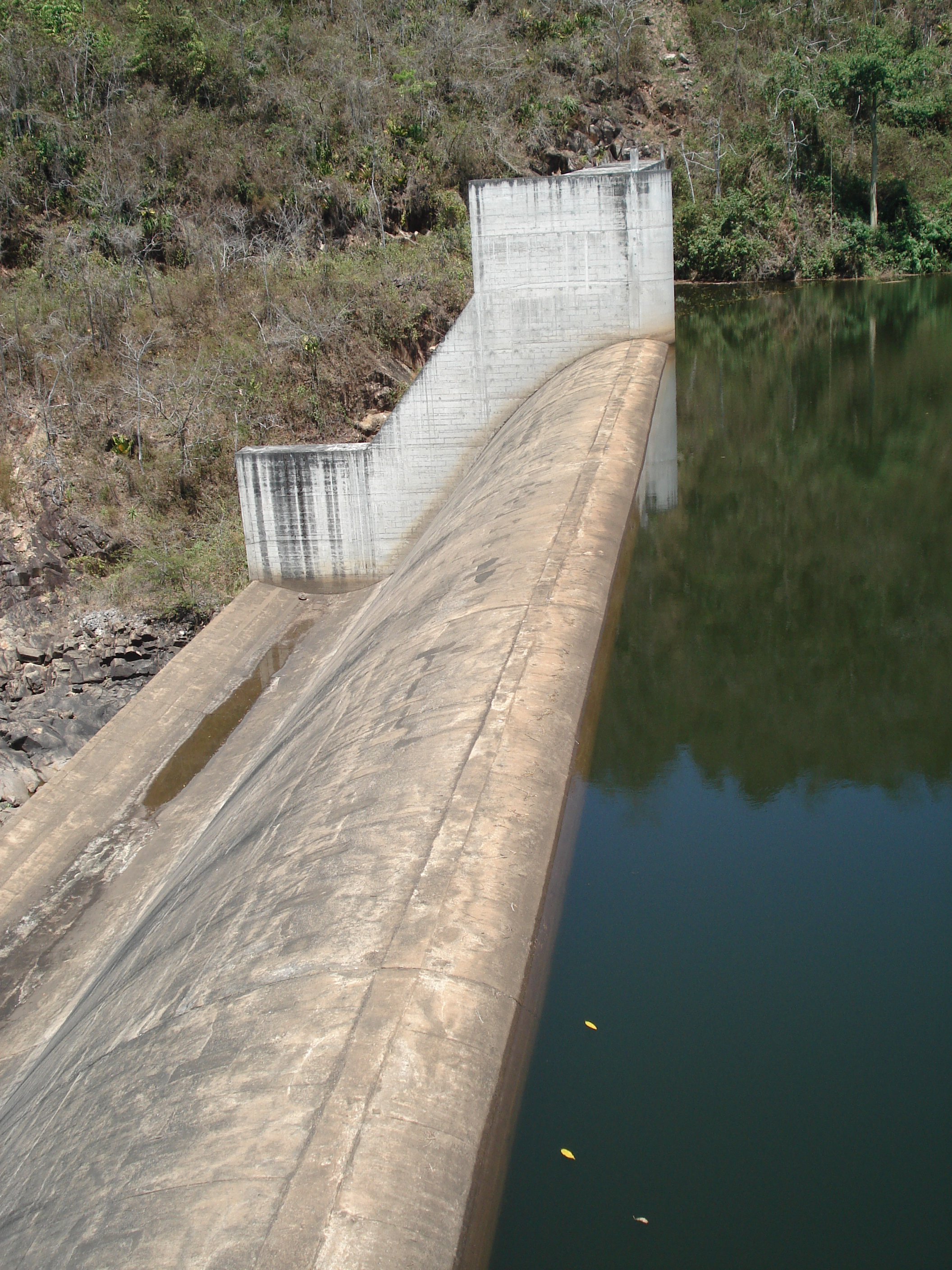
切里歐水壩
美軍醫療隊於當地展開援助醫療
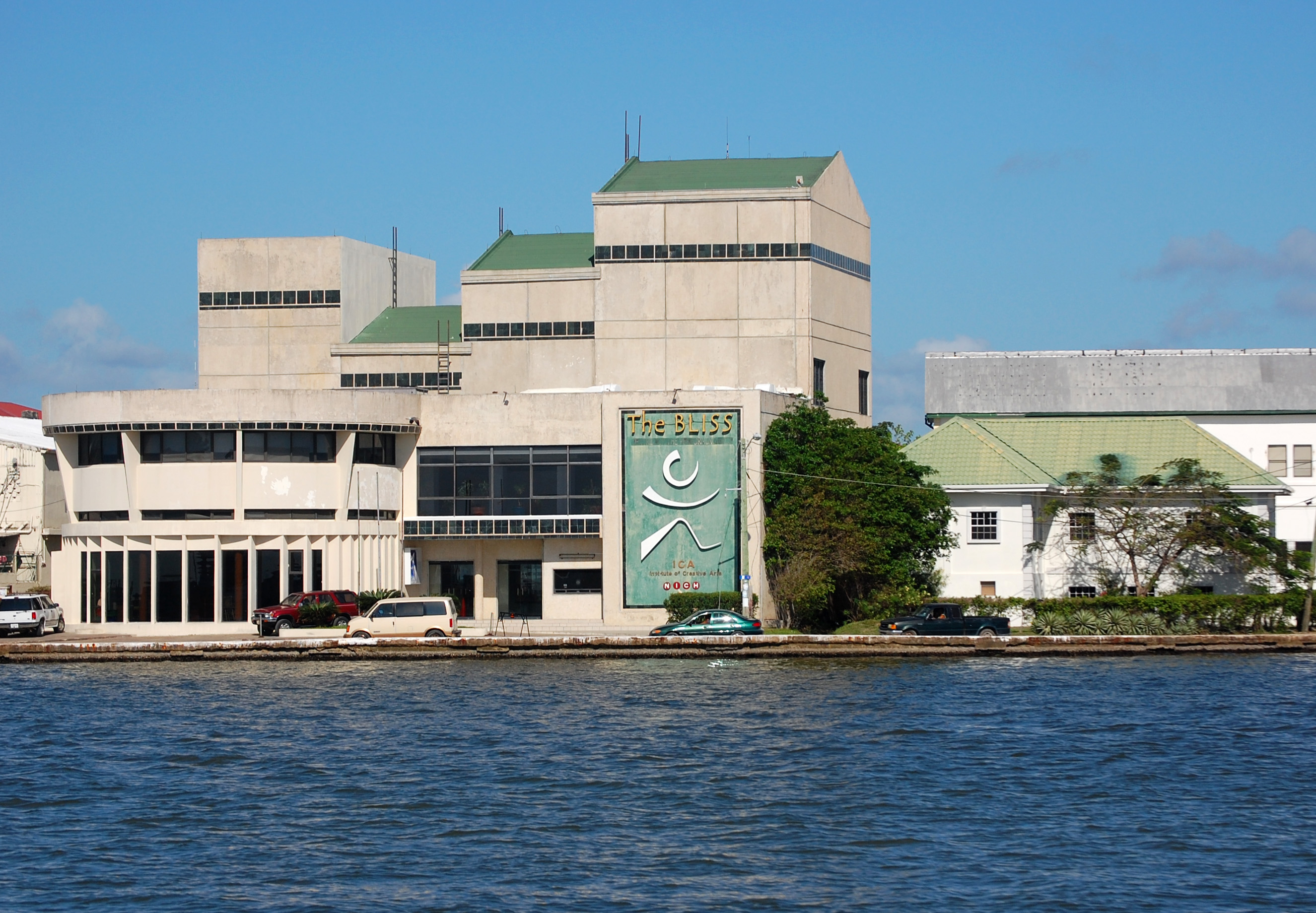
布里藝文中心
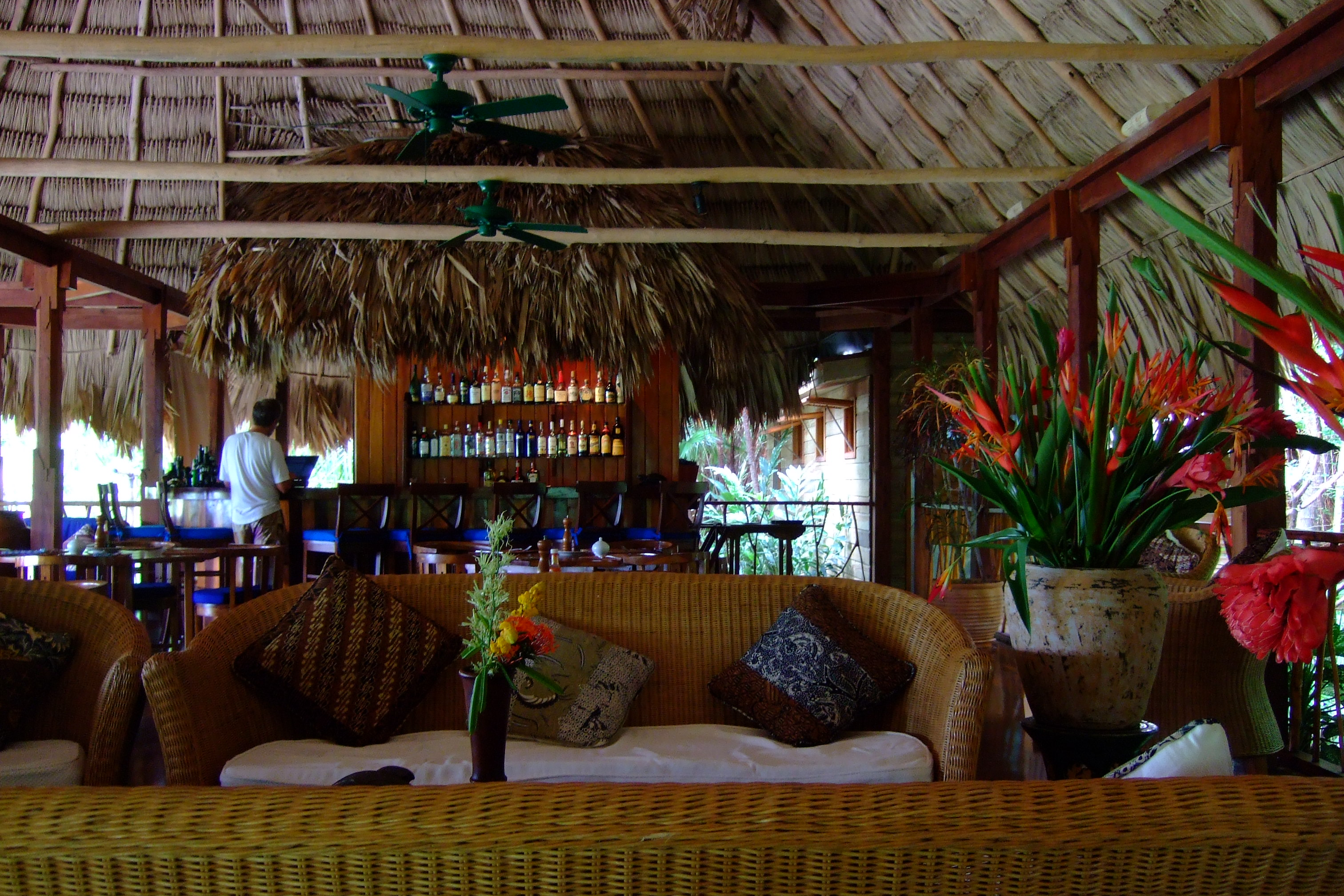
觀光酒吧

## 治安
2019年經統計每10萬人40件謀殺案，名列全球前10高犯罪率國家。

## 外部連結
- 貝里斯政府網站（英文）